# Trachytettix scaberrimus
Trachytettix scaberrimus är en insektsart som beskrevs av Carl Stål 1876. Trachytettix scaberrimus ingår i släktet Trachytettix och familjen torngräshoppor.

## Underarter
Arten delas in i följande underarter:
- T. s. paulyi
- T. s. scaberrimus
- T. s. voltaensis